# 암사슴 (1968년 영화)
《암사슴》(프랑스어: Les Biches)은 1968년 개봉한 프랑스, 이탈리아의 드라마 영화이다. 클로드 샤브롤이 감독과 공동각본을 맡았다.

## 출연

### 주연
- 장-루이 트린티냥
- 자클린 사사드
- 스테판 오드랑

### 조연
- 네인 게몬
- 헨리 아탈
- 도미니크 자르디
- 끌로드 샤브롤